# کاریا (خواننده)
کاریا (به انگلیسی: Käärijä) با نام اصلی یری پویهونان (به انگلیسی: Jere Pöyhönen) (زاده ۲۱ اکتبر ۱۹۹۳) خواننده و ترانه‌سرا فنلاندی است.
او نماینده فنلاند در یوروویژن ۲۰۲۳ بود و به مقام دوم دست یافت.